# 花園左大臣家小大進

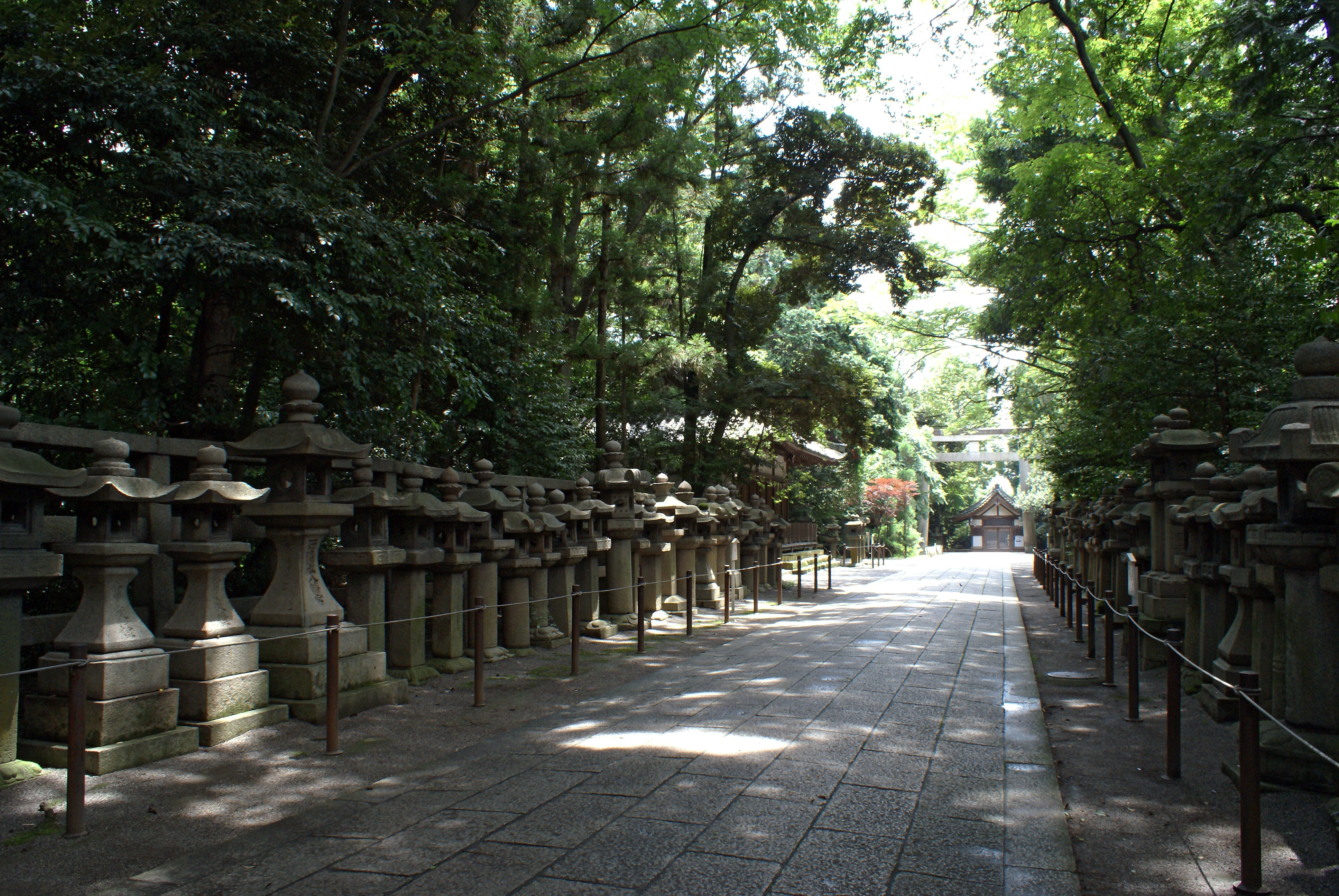
小大進と小侍従母娘に縁の深い岩清水八幡宮（上院参道の石灯籠群）

花園左大臣家小大進（はなぞのさだいじんけのこだいしん、生没年不詳）は、平安時代後期の女流歌人。式部大輔・菅原在良の娘。母は三宮大進。石清水別当光清の妻。小侍従と石清水別当成清の母。三宮小大進、内大臣家小大進とも呼ばれる。

## 経歴
はじめ母と共に後三条天皇の第3皇子である三宮輔仁親王に出仕、大進の娘ということで小大進と呼ばれる。後に三宮の子、源有仁に出仕する一方、光清の妻として小侍従（1121年頃生）を含む娘8人と、成清（1129年生）を産んだ。歌人としては久安百首の作者に選ばれた他、『金葉和歌集』以降の勅撰集に作品を残している。成清が1156年（保元元年）頃に親の喪に服していたらしいことから、小大進の没年をその前年あたりとする説がある。

## 逸話
- 『古今著聞集』に「鳥羽法皇の女房小大進 歌に依りて北野の神助を蒙る事」として、待賢門院の御所で衣裳が紛失し、小大進に嫌疑がかけられた時、北野天神に和歌で救いを求め、

その結果、身の潔白を証明できたという話が掲載されている。ただし、同じ趣旨の説話は、『十訓抄』『沙石集』にもあるが、その原型は『袋草紙』『続詞花和歌集』『北野天神縁起』等に見え、本来は小大進ではなく無名の女房の話だった。北野天神に縁のある菅原氏で、かつ歌人として知られた存在であったことから、この説話が小大進に結び付けられるようになったものと考えられる。
- 『今鏡』では、和泉式部に匹敵する恋愛歌の上手、「色好み」の女性とされている。

## 作品
| 歌集名         | 作者名表記         | 歌数 | 歌集名         | 作者名表記         | 歌数 | 歌集名         | 作者名表記         | 歌数 |
| -------------- | ------------------ | ---- | -------------- | ------------------ | ---- | -------------- | ------------------ | ---- |
| 後拾遺和歌集   |                    |      | 金葉和歌集     | 内大臣家小大進     | 3    | 詞花和歌集     |                    |      |
| 千載和歌集     | 花薗左大臣家小大進 | 4    | 新古今和歌集   |                    |      | 新勅撰和歌集   | 花薗左大臣家小大進 | 1    |
| 続後撰和歌集   |                    |      | 続古今和歌集   |                    |      | 続拾遺和歌集   |                    |      |
| 新後撰和歌集   |                    |      | 玉葉和歌集     | 花薗左大臣家小大進 | 1    | 続千載和歌集   | 花薗左大臣家小大進 | 1    |
| 続後拾遺和歌集 | 花薗左大臣家小大進 | 1    | 風雅和歌集     |                    |      | 新千載和歌集   | 花薗左大臣家小大進 | 1    |
| 新拾遺和歌集   |                    |      | 新後拾遺和歌集 | 花薗左大臣家小大進 | 1    | 新続古今和歌集 | 花薗左大臣家小大進 | 1    |

| 名称                 | 時期              | 作者名表記 | 備考 |
| -------------------- | ----------------- | ---------- | ---- |
| 堀河院艶書合         | 1102年（康和4年） | 小大進     |      |
| 雲居寺結縁経後宴歌合 | 1116年（永久4年） | 大進君     |      |
| 左京大夫顕家家歌合   | 1146年（久安2年） |            |      |
| 久安百首             | 1150年（久安6年） |            |      |

- 私家集は伝存しない。